# 14 Shades of Grey
14 Shades of Grey – czwarty album studyjny amerykańskiego zespołu muzycznego Staind, opublikowany 20 maja 2003 nakładem wytwórni Flip i Elektra. Został on nagrany w Westlake Recording Studios w Los Angeles w Kalifornii, a procesem produkcji zajął się Josh Abraham.
Utwór „Layne” został napisany w hołdzie dla zmarłego w kwietniu 2002 wokalisty Alice in Chains, Layne'a Staleya.

## Lista utworów
1. „Price to Play” – 3:35
2. „How About You” – 3:57
3. „So Far Away” – 4:04
4. „Yesterday” – 3:46
5. „Fray” – 5:04
6. „Zoe Jane” – 4:36
7. „Fill Me Up” – 4:24
8. „Layne” – 4:25
9. „Falling Down” – 3:55
10. „Reality” – 4:37
11. „Tonight” – 4:24
12. „Could It Be” – 4:43
13. „Blow Away” – 6:14
14. „Intro” – 4:28